# Witching Hour
Witching Hour è il terzo album discografico del gruppo musicale electro pop inglese Ladytron. L'album è stato pubblicato nel 2005 da diverse etichette ed in diverse date a seconda dei Paesi di pubblicazione.

## Il disco
I lavori sul disco sono stati iniziati subito dopo la fine del tour promozionale di Light & Magic, nel settembre 2003. Nel 2004 l'album è stato registrato presso gli Elevator Studios di Liverpool in coproduzione tra i Ladytron e Jim Abbiss. Inoltre vi hanno collaborato Pop Levi (basso) e Keith York (batteria).
L'album è stato promosso attraverso la pubblicazione di duo singoli, pubblicati entrambi prima dell'album: Sugar (giugno 2005, #45 Official Singles Chart) e Destroy Everything You Touch (settembre 2005, #42 UK Singles Chart).
Di questi brani sono stati realizzati anche dei videoclip: il primo è stato diretto da Andy Roberts, mentre il secondo da Adam Bartley. Nel 2013 Daniel Hunt ha realizzato e pubblicato il video di International Dateline.
Il 3 ottobre 2005 l'album è stato pubblicato nel Regno Unito dalla Island Records e, il giorno dopo, nel resto d'Europa dalla Universal e negli Stati Uniti dalla Rykodisc.
La Island ha inoltre pubblicato un'edizione speciale dell'album contenente un disco bonus in cui sono presente tre video musicali ed il documentario Once Upon a Time in the East: Ladytron in China, il quale propone in video il tour del gruppo intrapreso in Cina nel 2004.
Nell'aprile 2007 la Major Records ha pubblicato in Europa un'edizione dell'album in cui viene associato al disco un secondo CD che presenta remix e B-side. Anche la So Sweet Records ha pubblicato un'edizione speciale di Witching Hour.
Infine, nel gennaio 2011 la Nettwerk ha riedito il disco negli Stati Uniti e in Regno Unito con l'aggiunta di quattro remix.

## Critica e vendite
L'album ha avuto il consenso della critica: il portale AllMusic gli ha conferito il giudizio di 4/5, Pitchfork il voto di 8,3/10, mentre parere positivo è stato espresso anche da The Guardian e PopMatters.
Per quanto riguarda le vendite, l'album ha ottenuto un discreto successo nel Regno Unito (#81 nella Official Albums Chart) e un buon successo negli Stati Uniti (#7 US Top Electronic Albums e #40 Top Independent Albums).

## Tracce
Testi e musiche di Ladytron.
1. High Rise – 4:54
2. Destroy Everything You Touch – 4:36
3. International Dateline – 4:17
4. Soft Power – 5:19
5. CMYK – 1:49
6. AMTV – 3:26
7. Sugar – 2:50
8. Fighting in Built Up Areas – 3:59
9. The Last One Standing – 3:11
10. Weekend – 3:57
11. Beauty*2 – 4:23
12. Whitelightgenerator – 3:59
13. All the Way... – 4:08

Bonus disch edizione europea Major Records
1. High Rise (Club Mix) – 6:08
2. Nothing to Hide – 3:51
3. Weekend (James Iha Mix) – 4:00
4. Citadel – 3:48
5. Tender Talons – 3:28
6. Last One Standing (Shipps & Tait Mix) – 3:46
7. Soft Power (Ebon's Strong Weakness Mix) – 5:39
8. International Dateline (Harmonium Session) – 4:18

Bonus disc edizione USA e UK So Sweet Records
1. Soft Power (Vicarious Bliss Gutter Mix) – 6:48
2. Soft Power (Loz & Brendan Long Remix) – 7:39
3. International Dateline (Simian Mobile Disco Remix) – 5:42
4. Destroy Everything You Touch (Hot Chip Remix) – 6:52
5. Weekend (James Iha Remix) – 4:04
6. High Rise (Ladytron Club Remix) – 6:11
7. Sugar (Jagz Kooner Remix) – 5:27
8. Destroy Everything You Touch (Playgroup Vocal Edit) – 5:27
9. Nothing to Hide – 3:53
10. Citadel – 3:56
11. Tender Talons – 3:31

Bonus tracks edizione Nettwerk
1. Sugar (Archigram Remix) – 6:14
2. International Dateline (Simian Mobile Disco Remix) – 5:20
3. Destroy Everything You Touch (Hot Chip Remix) – 6:49
4. Soft Power (Vicarious Bliss Gutter Remix) – 6:45

## Witching Hour (Remixed & Rare)
Nel dicembre 2011 la Nettwerk ha pubblicato la raccolta di remix, B-side e rarità intitolata Witching Hour (Remixed & Rare). La copertina è quella in negativo fotografico dell'originale.

### TracceWitching Hour (Remixed & Rare)
1. International Dateline (Simian Mobile Disco Remix) – 5:40
2. Weekend (James Iha Mix) – 4:02
3. Soft Power (Vicarious Bliss Gutter Mix) – 6:46
4. Destroy Everything You Touch (Hot Chip Remix Edit) – 6:50
5. Sugar (Archigram Remix) – 6:12
6. Citadel – 3:54
7. Nothing to Hide – 3:51
8. Soft Power (Loz & Brendan Long Remix) – 7:37
9. High Rise (Club Mix) – 6:09
10. Destroy Everything You Touch (Playgroup Vocal Edit) – 5:25
11. Tender Talons – 3:31

## Formazione
Gruppo
- Ladytron - produzione
- Helen Marnie - voce, tastiere
- Mira Arojo - voce, tastiere, fotografia
- Daniel Hunt - tastiere, batteria, programmazione
- Reuben Wu - tastiere, batteria, programmazione

Altri musicisti e tecnici
- Keith York - batteria, loops
- Pop Levi - basso
- Jim Abbiss - produzione
- burneverything.co.uk - design, illustrazioni
- Dean Chalkey - fotografie